# Балканска форситија
Балканска или европска форситија (лат. Forsythia europaea) је ендемична врста из рода форситија, чији ареал распрострањења обухвата северну Албанију и Метохију.

## Опис биљке
Корен је веома добро развијен и по типу жиличаст.
Стабло је практично дрвенасто, веома разгранато са светлосивосмеђом кором, мада су млађе гране још увек жутозелене. По себи имају овалне, брадавичасте лентицеле.
Лист је прост и потпун (има лисну основу, дршку и лиску). По облику је елипсаст или јајаст, а по ободу може бити назубљен. На врху је зашиљен, светлозелене боје и без длачица. Дужина износи 4-8cm, a ширина 2-3cm. Нерватура је мрежаста.
Цвет је појединачан, или је их је по два, три на кратким изданцима. Чашицу и круницу чине по четири срасла листића (симпеталија). Круница је тамножута и раздељена на четири дела, знатно дужа од почетне цеви која чини круницу. Има два релативно велика прашника. Тучак се састоји од два оплодна листића, синкарпан је и надцветан. Биљка је једнодома, а присутна је хетеростилија. Обично цвета у априлу пре него што олиста.
Плод је издужена чахура, са више семена, који пуца по два уздужна шава. Осим из семена, ова биљка се размножава и вегетативно.

## Станиште
Ово је термофилна и хелиофилна врста, што значи да тражи светлост и топлоту. Насељава најчешће огољене терене на серпентину до висине од 1.000m.

## Ареал
Балканска форситија је терцијарни реликт и ендемит Балканског полуострва, што значи да насељава подручја Албаније и бивших држава Југославије.

## Заштита
Балканска форситија је законом заштићена као природна реткост. Стручњаци Ботаничке баште „Јевремовац“ у Београду су успешно расадили ову врсту на неколико локација и на тај начин дали свој допринос да се ова лепа врста сачува.

## Галерија
- гранчица са пупољцима
- делови цвета
- 1. жиг тучка; 2. стубић тучка; 3. прашничка кеса; 4. плодник
- цветни дијаграм
- облик листа и лисни распоред
- плод форситије
- уздужни пресек плода
- семена